# آکتل (شهرستان شبالینسکی، جمهوری آلتای)
آکتل (به لاتین: Aktel) یک منطقهٔ مسکونی در روسیه است که در جمهوری آلتای واقع شده‌است.